# Girl Gone Wild
"Girl Gone Wild" là một bài hát của ca sĩ người Mỹ Madonna nằm trong album phòng thu thứ 12 của cô, MDNA (2012). Bài hát được sáng tác và sản xuất bởi Madonna và Alle Benassi (nghệ danh Benassi Bros.), với sự tham gia hỗ trợ viết lời từ Benny Benassi và Jenson Vaughan. Vaughan đã tự viết lời bài hát trước khi gửi chúng tới Madonna để thực hiện bản demo cũng như bản chính thức của "Girl Gone Wild". Đây là đĩa đơn thứ hai trích từ album, phát hành ngày 2 tháng 3 năm 2012, bởi Interscope Records.
Về mặt âm nhạc, "Girl Gone Wild" là một bản mid-tempo electropop, mở đầu bằng một lời cầu nguyện và những âm thanh điện tử. Ngay sau khi phát hành, Joe Francis, người nắm giữ bản quyền sáng tạo của tổ chức Girls Gone Wild, đe dọa sẽ kiện Madonna vì hành vi xâm phạm bản quyền, nếu cô trình diễn nó ở buỗi diễn giữa hiệp tại Super Bowl XLVI. Đại diện của Madonna nói rằng cô không quan tâm đến vụ kiện của Francis, và cho rằng cũng có một số bài hát lấy tên này trước đó.
Bài hát nhận được những phản ứng trái chiều từ các nhà phê bình, trong đó họ ca ngợi đây là sự trở lại đúng nghĩa với nhạc dance của Madonna, nhưng chỉ trích lời bài hát cũng như việc xếp nó mở đầu album MDNA. Về mặt thương mại, "Girl Gone Wild" lọt vào top 10 ở Hungary, Israel, Ý, Hy Lạp, Nga, Nam Phi, Hàn Quốc và Tây Ban Nha. Trên bảng xếp hạng Hot Dance Club Songs, "Girl Gone Wild" trở thành đĩa đơn quán quân thứ 42 của Madonna, giúp cô giữ vững ngôi vị là Nghệ sĩ lên ngôi đầu bảng xếp hạng này nhiều nhất.
Video ca nhạc của bài hát, do bộ đội Mert & Marcus làm đạo diễn, phát hành ngày 20 tháng 3 năm 2012. Trong đó, Madonna và một nhóm người mẫu nam trong nhiều dáng vẻ khác nhau, nhảy với nhóm nhảy người Ukraine Kazaky. Nó nhận được nhiều lời khen ngợi trong việc biên tập hình ảnh, cũng như chịu ảnh hưởng từ một số video trước của Madonna, như "Erotica", "Justify My Love", "Human Nature" và "Vogue". "Girl Gone Wild" được chọn làm bài hát mở đầu cho chuyến lưu diễn The MDNA Tour (2012) với nhiều hình tượng tôn giáo, và Madonna cùng các vũ công của cô thực hiện vũ đạo trên giày cao gót.

## Danh sách bài hát
- Đĩa đơn CD / đĩa hình 12"[1]

1. "Girl Gone Wild" — 3:43
2. "Girl Gone Wild" (Justin Cognito Extended Remix) — 4:48

- Đĩa đơn CD mở rộng / Remix kĩ thuật số trên iTunes[2]

1. "Girl Gone Wild" (Madonna vs Avicii - Avicii's UMF Mix) — 5:16
2. "Girl Gone Wild" (Dave Audé Remix) — 8:05
3. "Girl Gone Wild" (Justin Cognito Remix) — 4:48
4. "Girl Gone Wild" (Kim Fai Remix) — 6:33
5. "Girl Gone Wild" (Lucky Date Remix) — 5:06
6. "Girl Gone Wild" (Offer Nissim Remix) — 6:49
7. "Girl Gone Wild" (Dada Life Remix) — 5:15
8. "Girl Gone Wild" (Rebirth Remix) — 6:49

- Đĩa CD quảng bá

1. "Girl Gone Wild" — 3:43
2. "Girl Gone Wild" (Dave Audé Remix) — 8:05
3. "Girl Gone Wild" (Justin Cognito Remix) — 4:48

## Xếp hạng
| Bảng xếp hạng (2012)                              | Vị trí cao nhất |
| ------------------------------------------------- | --------------- |
| Úc (ARIA)                                         | 93              |
| Áo (Ö3 Austria Top 40)                            | 62              |
| Bỉ (Ultratop 50 Flanders)                         | 25              |
| Bỉ (Ultratop 50 Wallonia)                         | 28              |
| Brazil Hot 100 Airplay (Billboard)                | 83              |
| Canada (Canadian Hot 100)                         | 42              |
| Croatia (Airplay Radio Chart)                     | 73              |
| Cộng hòa Séc (Rádio Top 100)                      | 85              |
| Phần Lan (Suomen virallinen lista)                | 13              |
| Pháp (SNEP)                                       | 13              |
| Greece Digital Songs (Billboard)                  | 5               |
| Hungary (Single Top 40)                           | 4               |
| Israel (Media Forest)                             | 8               |
| Ireland (IRMA)                                    | 93              |
| Ý (FIMI)                                          | 4               |
| Nhật Bản (Japan Hot 100)                          | 17              |
| Mexican Airplay (Billboard)                       | 44              |
| Hà Lan (Single Top 100)                           | 66              |
| Russia (Digital Chart)                            | 5               |
| Slovakia (Rádio Top 100)                          | 10              |
| South Korea International (Gaon)                  | 7               |
| South Africa (EMA)                                | 6               |
| Tây Ban Nha (PROMUSICAE)                          | 7               |
| Thụy Điển (Sverigetopplistan)                     | 38              |
| Thụy Sĩ (Schweizer Hitparade)                     | 29              |
| Anh Quốc (OCC)                                    | 73              |
| Hoa Kỳ Bubbling Under Hot 100 Singles (Billboard) | 6               |
| Hoa Kỳ Dance Club Songs (Billboard)               | 1               |
| US Hot Singles Sales (Billboard)                  | 7               |
| Hoa Kỳ Pop Airplay (Billboard)                    | 38              |

| Bảng xếp hạng (2012)                 | Vị trí |
| ------------------------------------ | ------ |
| Belgium Dance (Ultratop 50 Flanders) | 55     |
| Belgium Dance (Ultratop 50 Wallonia) | 39     |
| France (SNEP)                        | 129    |
| Hungary (Rádiós Top 40)              | 53     |
| Poland (Singles Top 50)              | 46     |
| US Hot Dance Club Songs (Billboard)  | 44     |

| Quốc gia                                                                           | Chứng nhận | Số đơn vị/doanh số chứng nhận |
| ---------------------------------------------------------------------------------- | ---------- | ----------------------------- |
| Ý (FIMI)                                                                           | Bạch kim   | 30.000*                       |
| * Chứng nhận dựa theo doanh số tiêu thụ. ^ Chứng nhận dựa theo doanh số nhập hàng. |            |                               |